# 野口智代
野口 智代（のぐち ともよ、1986年3月4日 - ）は、新潟県佐渡市出身の女子プロボクサー。ジャパンスポーツジム所属。身長152cm。アトム級。JBC女子公認前は「郷 岬（ごう みさき）」のリングネームで活動していた。

## 来歴
2007年2月12日、平木陽子戦でデビュー、判定勝利を飾る。
JBC女子公認後、代々木ブルースカイジムからジャパンスポーツジムへ移籍。
2008年5月9日、JBC初の女子興行「G Legend」に出場、越石優を相手に判定勝利。
同年10月12日に越石と再戦、2回TKO負け。
2009年11月12日、後のIBF世界チャンピオン柴田直子に3回TKO負け。
2010年9月24日、3年前に敗れた相川周子に判定でリベンジを果たし、星を五分に戻して引退。

## 戦績
- プロボクシング:9戦 4勝 4敗 1分

| 戦           | 日付           | 勝敗 | 時間    | 内容    | 対戦相手                   | 国籍 | 備考           |
| ------------ | -------------- | ---- | ------- | ------- | -------------------------- | ---- | -------------- |
| 1            | 2007年2月12日  | 勝利 | 4R      | 判定2-0 | 平木陽子(鴨居)             | 日本 | プロデビュー戦 |
| 2            | 2007年9月16日  | 敗北 | 3R      | 判定0-3 | 相川周子(BCG)              | 日本 |                |
| 3            | 2008年5月9日   | 勝利 | 4R      | 判定3-0 | 越石優(山神)               | 日本 |                |
| 4            | 2008年10月12日 | 敗北 | 2R 1:52 | TKO     | 越石優(山神)               | 日本 |                |
| 5            | 2009年6月8日   | 敗北 | 4R      | 判定1-2 | 上田千穂(博多協栄)         | 日本 |                |
| 6            | 2009年11月12日 | 敗北 | 3R 1:57 | TKO     | 柴田直子(ワールドスポーツ) | 日本 |                |
| 7            | 2010年3月12日  | 引分 | 4R      | 判定1-1 | 上田千穂(博多協栄)         | 日本 |                |
| 8            | 2010年5月16日  | 勝利 | 4R      | 判定3-0 | 田中奈浦子(フュチュール)   | 日本 |                |
| 9            | 2010年9月24日  | 勝利 | 4R      | 判定3-0 | 相川周子(ワールドスポーツ) | 日本 |                |
| テンプレート |                |      |         |         |                            |      |                |